# Сан-Антоніо (Нью-Мексико)
Сан-Антоніо (англ. San Antonio) — переписна місцевість (CDP) в США, в окрузі Сокорро штату Нью-Мексико. Населення — 113 особи (2020).

## Географія
Сан-Антоніо розташований за координатами 33°54′58″ пн. ш. 106°52′12″ зх. д. / 33.91611° пн. ш. 106.87000° зх. д. (33.916165, -106.870022).  За даними Бюро перепису населення США в 2010 році переписна місцевість мала площу 1,17 км², уся площа — суходіл.

## Демографія
Згідно з переписом 2010 року, у переписній місцевості мешкало 165 осіб у 79 домогосподарствах у складі 50 родин. Густота населення становила 141 особа/км².  Було 96 помешкань (82/км²).
Расовий склад населення:
| - 95,8 % — білих - 0,6 % — корінних американців - 0,6 % — азіатів - 3,0 % — осіб інших рас |

До двох чи більше рас належало 0,0 %. Частка іспаномовних становила 55,2 % від усіх жителів.
За віковим діапазоном населення розподілялося таким чином: 18,8 % — особи молодші 18 років, 53,3 % — особи у віці 18—64 років, 27,9 % — особи у віці 65 років та старші. Медіана віку мешканця становила 51,8 року. На 100 осіб жіночої статі у переписній місцевості припадало 87,5 чоловіків;  на 100 жінок у віці від 18 років та старших — 83,6 чоловіків також старших 18 років.
Цивільне працевлаштоване населення становило 32 особи. Основні галузі зайнятості: публічна адміністрація — 100,0 %.